# لشکر ۶ ژاپن
لشکر ۶ ژاپن (انگلیسی: 6th Division) یکی از نه لشکر فعال نیروی زمینی دفاع‌ازخود ژاپن است. این لشکر تابع ارتش شمال شرقی بوده و مقر آن در اردوگاه جینماچی، در هیگاشینه، استان یاماگاتا، در شمال ژاپن است. مسئولیت لشکر ششم، دفاع از استان‌های فوکوشیما، میاگی و یاماگاتا است.
این لشکر در ۱۵ اوت ۱۹۶۲ تأسیس شد. لشکر ۶ در سال ۲۰۰۴، ۵۰۰ سرباز را به گروه بازسازی و پشتیبانی ژاپن از عراق تحت نظارت سازمان ملل متحد، اعزام کرد.
لشکر ششم یک لشکر سیار است که از یک هنگ واکنش سریع و دو هنگ پیاده‌نظام تشکیل شده و توسط یک سپهبد فرماندهی می‌شود. ماموریت‌های این لشکر شامل دفاع و امنیت برای سه استان در منطقه توهوکو (سه استان جنوبی توهوکو: میاگی، یاماگاتا و فوکوشیما)، امدادرسانی در بلایا، همکاری‌های مدنی و فعالیت‌های مشارکت بین‌المللی است.